# Pelourinho de Parada de Bouro
O Pelourinho de Parada de Bouro, também referido como Cruzeiro de Parada de Bouro, localiza-se na freguesia de Parada de Bouro, no município de Vieira do Minho, distrito de Braga, em Portugal. Encontra-se classificado como Imóvel de Interesse Público desde 1933.